# A New Morning
A New Morning è il quinto album discografico in studio del gruppo musicale alternative rock inglese Suede, pubblicato nel settembre 2002.

## Tracce
1. Positivity – 2:56
2. Obsessions – 4:11
3. Lonely Girls – 3:13
4. Lost in TV – 3:40
5. Beautiful Loser – 3:38
6. Streetlife – 2:51
7. Astrogirl – 4:35
8. Untitled... Morning – 6:01
9. One Hit to the Body – 3:07
10. When the Rain Falls – 4:48
11. You Belong to Me / Oceans (traccia nascosta, dal minuto 13:30) – 17:29